# Délinéateur

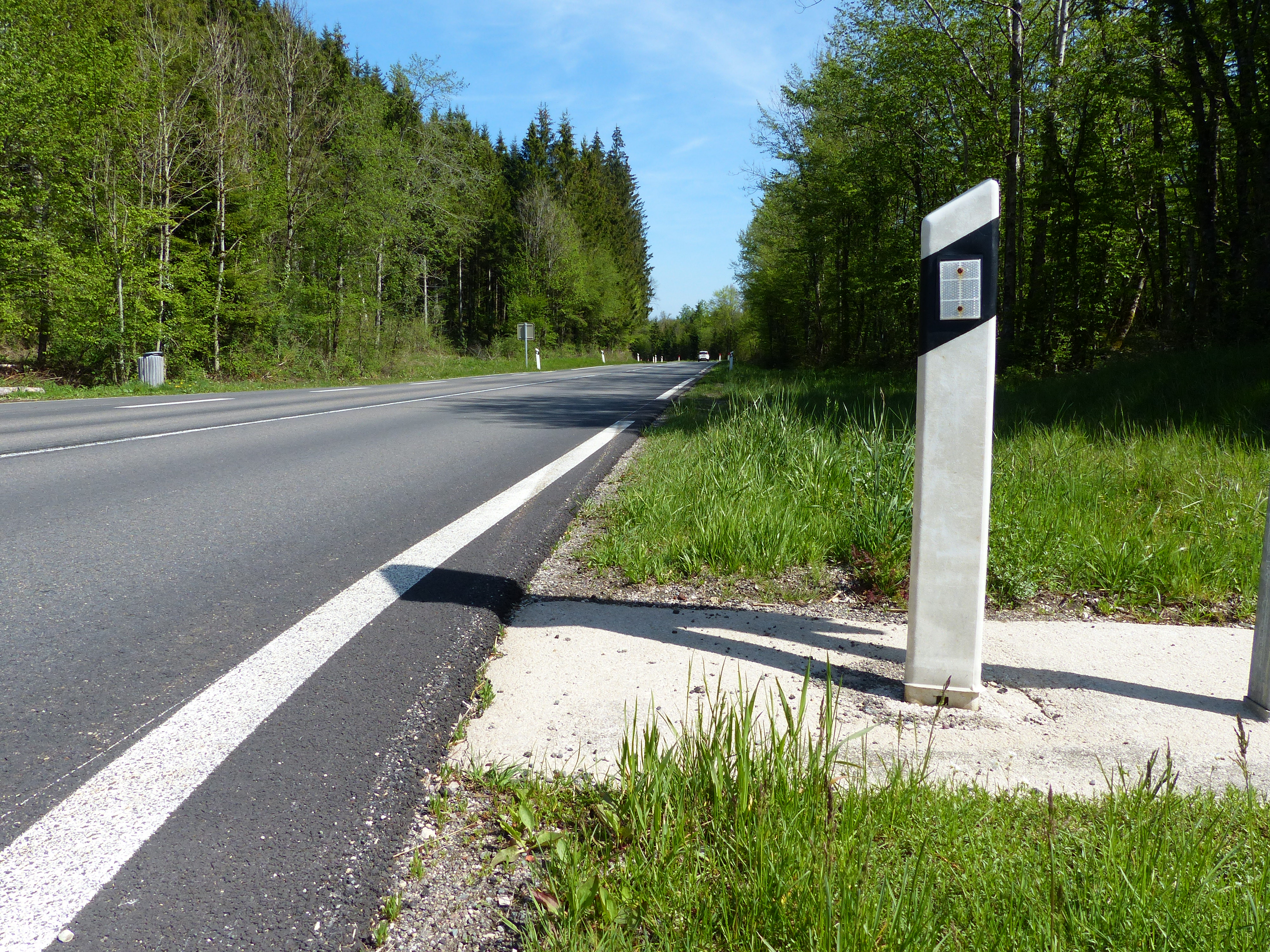
Vue d'un délinéateur Balise J6 sur une route française.

Un délinéateur est une balise routière, disposée régulièrement le long des chaussées pour en assurer un jalonnement continu. 
Répondant à des normes précises de conception et d'implantation, les délinéateurs se présentent sous la forme de potelets de couleur généralement blanche, dotés dans leur partie supérieure de dispositifs rétroréfléchissants (permettant de renvoyer la lumière des phares des véhicules). Ils facilitent le guidage des automobilistes, surtout de nuit et/ou par conditions de visibilité réduite (brouillard et/ou neige). Ce dispositif, originaire d'Allemagne, est présent sur les routes importantes de nombreux pays européens.